# Радіоекологія
Радіаційна екологія, або Радіоекологія — розділ екології, що вивчає концентрацію і міграцію радіоактивних нуклідів в біосфері і вплив іонізуючих випромінювань на організми, їх популяції і угруповань — біоценози. Також, радіоекологія — це розділ медицини, пов'язаний з медичною екологією, екологією людини, що вивчає дії радіоактивних випромінювань на організми — людей, тварин, рослин. Існує медична радіоекологія, яка досліджує впливи таких випромінювань на тканини, розробляє методи лікування онкологічних захворювань.
Елементи радіоекології містяться в роботах по біогеохімії радіоактивних речовин І. Вернадського, в монографії чеських учених Ю. Стокласа і Ж. Пенкава «Біологія радію і урану» (1932). Остаточно радіоекологія сформувалася до середини 50-х рр. ХХ ст у зв'язку зі створенням атомної промисловості і експериментальними вибухами ядерних бомб, що викликали глобальне забруднення довкілля радіонуклідами стронцію, цезію, плутонію, вуглецю й ін.
Радіоекологія зазвичай має справу з вельми малими потужностями хронічного зовнішнього і внутрішнього опромінення організму. У природних умовах організми піддаються опроміненню за рахунок природного радіоактивного фону (космічні промені, випромінювання природних радіонуклідів U, Ra, Th й ін.), а також за рахунок радіоактивного забруднення біосфери штучними радіонуклідами. Проте багато рослин і тварин здатні нагромаджувати в життєво важливих органах і тканинах радіонукліди, що впливає на їх міграцію в біосфері і приводить до значного посилення внутрішнього опромінення. Підвищені дози опромінення, впливаючи на генетичний апарат клітин, приводять до зростання темпів спадкової мінливості. Вищі дози опромінення знижують життєздатність організмів (аж до вимирання найбільш чутливих до іонізуючих випромінювань популяцій) і тим самим викликають зміну структури біоценозів і збіднення їх міжвидових взаємин. Виявлення закономірностей, лежачих в основі цих процесів, має велике значення для ряду галузей народного господарства.

## Проблеми, що вивчає радіоекологія
- Міграція радіонуклідів в харчових ланцюгах організмів (тварин і людини);
- Обрив або ослаблення екологічних зв'язків;
- Дезактивація забруднених земель, водоймищ, забруднених радіонуклідами;
- Пошук поверхнево залягаючих родовищ радіоактивних руд (по радіоактивності рослин-індикаторів);
- Виявлення територій суші і акваторій, забруднених штучними радіонуклідами.

## Підрозділи радіоекології
- Морська радіоекологія;
- Прісноводна радіоекологія;
- Наземна радіоекологія (в тому числі лісова радіоекологія, сільськогосподарська радіоекологія);
- Ветеринарна радіоекологія;
- Гігієна радіоекології.

Результати радіоекологічних досліджень зробили великий вплив на прийняття міжнародних конвенцій, направлених на обмеження випробувань ядерної зброї і відмову від його вживання в умовах війни. На основі рекомендацій радіоекологів в промисловості розробляються і упроваджуються замкнуті цикли охолоджування ядерних реакторів, уловлювачі радіоактивних аерозолів, методи зберігання і знешкодження радіоактивних відходів, що виключають їх попадання у довкілля.